# A Classic Case
A Classic Case (1985) je orchestrální album skupiny Jethro Tull,
provedené v podání London Symphony Orchestra, řízeného dirigentem Davidem Palmerem. Je to jediné úplně instrumentální album skupiny.

## Seznam skladeb
| Pořadí         | Název                                                              | Délka |
| -------------- | ------------------------------------------------------------------ | ----- |
| 1.             | Locomotive Breath                                                  | 4:16  |
| 2.             | Thick as a Brick                                                   | 4:24  |
| 3.             | Elegy                                                              | 3:41  |
| 4.             | Bourée                                                             | 3:10  |
| 5.             | Fly By Night                                                       | 4:12  |
| 6.             | Aqualung                                                           | 6:22  |
| 7.             | Too Old To Rock 'n' Roll; Too Young To Die                         | 3:27  |
| 8.             | Teacher / Bungle In The Jungle / Rainbow Blues / Locomotive Breath | 3:58  |
| 9.             | Living In The Past                                                 | 3:29  |
| 10.            | War Child                                                          | 4:56  |
| Celková délka: | Celková délka:                                                     | 41:55 |

## Sestava
- Ian Anderson (flétna, zpěv)
- Martin Barre (elektrická kytara)
- Dave Pegg (baskytara)
- Peter-John Vettese (klávesy)
- Paul Burgess (bicí)
- David Palmer (arranže pro orchestr)
- London Symphony Orchestra